# Notte senza fine (MacLean)
Notte senza fine è un romanzo thriller del 1959, scritto da Alistair MacLean.

## Trama
Una squadra di scienziati al lavoro presso una stazione scientifica in Groenlandia soccorre i superstiti di un aereo costretto ad un atterraggio di emergenza. I tre scienziati accorrono sul luogo dell'incidente e vi trovano dieci persone ancora vive: una di loro, però, il pilota, è in coma a causa di un proiettile. Tutti trovano riparo nell'accampamento, dove tuttavia è palese che non ci siano abbastanza provviste per tutti. La mattina seguente, il pilota in coma viene trovato morto, soffocato da un cuscino. Il dottor Peter Mason si rende dunque conto della presenza tra di loro di un assassino e decide cosi di riparare una vecchia radiotrasmittente per contattare dei colleghi poco distanti. 
Infine, si scopre che due sono gli assassini. I due volevano proteggere un segreto oscuro circa il deragliamento di un treno e la morte di 70 persone, tra cui un uomo che trasportava segreti di Stato.